# 팻 맥게온
팻 "비그" 맥게온(Pat "Beag" McGeown, 1956년 9월 3일 ~ 1996년 10월 1일)은 아일랜드 공화국군 임시파 요원이며 1981년 아일랜드 단식투쟁에 참여했다.
북아일랜드 벨파스트 출신으로 1970년 IRA의 청년조직인 피아나 에이렌에 가입했다. 처음 체포당한 것은 14살 때이며, 1973년 구류당하여 1974년까지 롱케시에서 옥살이를 했다. 1975년 11월 폭발물 소지 및 유로파 호텔 폭파 혐의로 체포되었다. 1976년 재판에서 유죄가 확정되어 IRA 조직원이라는 이유로 5년, 폭발물 소지와 호텔 폭파가 각각 15년 하여 35년형을 선고받고 롱케시에 특수범주지위로 수감되었다.
1978년 3월 맥게온은 브렌던 맥파를레인, 래리 마를레이와 함께 탈옥을 기도했다. 철사 절단기와 교도관 제복, 나무를 깎아 만든 가짜 총을 준비했으나, 탈옥은 실패했고 맥게온은 6개월형이 추가되고 특수범주지위를 잃었다.
맥게온은 교도소 H동으로 이감되었고 거기서 모포투쟁 및 불결투쟁에 참여한다. 1980년 말에는 일곱 명의 수감자들이 53일간의 단식투쟁을 감행했다. 제1차 단식투쟁은 사망자 없이 끝났고, 1981년 3월 1일 바비 샌즈가 주도한 제2차 단식투쟁이 시작되었다. 맥게온은 샌즈 외 네 명의 수감자가 아사한 뒤인 7월 9일 단식에 동참했다. 다섯 명이 더 사망했고, 맥게온도 단식 42일차인 8월 20일 혼수상태에 빠졌다. 가족들이 그 목숨을 구하기 위해 의료진을 개입시켜 맥게온은 살아났다.
맥게온은 1985년 석방되었고 IRA 및 신페인당 활동을 계속했다. 1988년 맥게온은 하사들의 참살 사건에 연루된 혐의로 기소되었다. 맥게온의 변호인 패트릭 피누케인은 증거불충분을 주장했고 받아들여져 11월 기소가 기각되었다. 맥게온과 피누케인은 법원을 나서면서 함께 사진이 찍혔고, 이것이 빌미가 되어 피누케인은 1989년 2월 얼스터 방위협회에게 암살당한다.
맥게온은 1996년 10월 1일 자택에서 심근경색으로 쓰러진 채 발견되었다. 향년 40세. 신페인 당수 미첼 맥래플린은 그의 죽음이 “신페인당 및 공화주의 투쟁에 있어 지대한 손실”이라고 발언했다. 맥게온은 벨파스트 밀타운 묘지의 공화주의자 구획에 매장되었다.